# 페퍼톤스 인 시네마 : 에브리씽 이즈 오케이
《페퍼톤스 인 시네마 : 에브리씽 이즈 오케이》(Peppertones in Cinema : Everything Is Ok)는 2025년에 개봉 예정인 대한민국의 공연 영화이다. 2024년 12월 서울 세종대학교 대양홀에서 열린 페퍼톤스의 20주년 기념 콘서트 TWENTY의  공연 실황 영화다

## 캐스팅
- 신재평
- 이장원